# Viktorija Garnusova
Viktorija Garnusova je hrvatska rukometašica.
Za seniorsku reprezentaciju igrala je na Mediteranskim igrama 1993. godine. Igrala je za Podravku.